# Glomus
Glomus ist eine Gattung aus der Abteilung der arbuskulären Mykorrhizapilze mit ca. 90 beschriebenen Arten, die ein Protein namens Glomalin ausscheiden. Dieses Protein verklebt im Boden kleinste Erdpartikel zu kleinen Kügelchen. Dadurch wird die Bodenstruktur für Pflanzen vorteilhaft verändert, denn der Boden wird luftdurchlässig und wasserspeichernd. Für die in-vitro Kultivierung ist das MSR-Medium optimiert.